# 남북로 (파주시)
남북로(Nambuk-ro)는 경기도 파주시 교하동 삽다리나늘목에서 파주시 탄현면 갈현사거리를 잇는 도로이다.

## 주요경유지
경기도
- 파주시 (교하동 . 운정동 .  탄현면)

## 노선
| 이름                           | 접속 노선                                           | 소재지 | 소재지 | 비고 |
| ------------------------------ | --------------------------------------------------- | ------ | ------ | ---- |
| 삽다리 나들목 (운정2교)        | 지방도 제358호선 (동서대로)                         | 파주시 | 교하동 |      |
| (이름없음) (심학산지하차도)    | 삼학산로                                            | 파주시 | 교하동 |      |
| 책향기 교차로 (책향기지하차도) | 책향기로                                            | 파주시 | 운정동 |      |
| 산내 교차로 (산내지하차도)     | 국가지원지방도 제56호선 (파주로)                    | 파주시 | 운정동 |      |
| 청석 교차로                    | 교하로                                              | 파주시 | 교하동 |      |
| 오도 교차로                    | 오도로                                              | 파주시 | 교하동 |      |
| 오도교                         |                                                     | 파주시 | 교하동 |      |
|                                | 탄현면                                              | 파주시 |        |      |
| 탄현교                         |                                                     | 파주시 |        |      |
| 갈현입구사거리                 | 지방도 제359호선 (방촌로)                           | 파주시 |        |      |
| 갈현사거리                     | 지방도 제359호선 (방촌로) 지방도 제360호선 (평화로) | 파주시 |        |      |
| 방촌로와 직결                  |                                                     |        |        |      |